# Manuel Homem da Costa Noronha Ponce de Leão
Manuel Homem da Costa Noronha Ponce de Leão foi cavaleiro da Casa Real, capitão-mor de Angra do Heroísmo. Senhor e herdeiro casa e morgados de seus maiores.
Foi filho de Bernardo Homem da Costa de Noronha e D. Mariana Josefa do Canto e Castro, nasceu no dia 30 de Outubro do ano de 1712, tendo falecido em 11 de Julho de 1784. Casou em 26 de Julho de 1746, na Igreja da Conceição, de Angra do Heroísmo com D. Úrsula Quitéria Gertrudes do Canto.
Filhos de Manuel Homem da Costa Noronha Ponce de Leão com D. Úrsula Quitéria Gertrudes do Canto:
1. Pedro Homem da Costa e Noronha, Casou no dia 29 de Dezembro do ano de 1782, na Igreja da Conceição, de Angra do Heroísmo com D. Jerónima Ludovina do Canto e Castro.
2. André Eloy Homem da Costa Noronha. Foi doutor e fidalgo cavaleiro da Casa Real, por alvará. Do dia 30 de Agosto do ano de 1766 (Livro XX das mercês do rei D. José, folhas. 247). Casou com D. Rita Pulquéria de Ornelas Bruges Paim da Câmara.
3. Francisco de Paula da Costa Noronha. Foi doutor.
4. D. Mariana Vitória de Noronha. Foi casada com João José Brum Terra Leite.
5. D. Inácia Margarida da Costa Noronha, mulher de Alexandre Bento Merens de Távora.
6. D. Maria Genoveva da Costa Noronha. Foi casada com João do Carvalhal de Noronha da Silveira.
7. D. Joaquina Quitéria da Costa Noronha. Foi casada com Diogo José do Rego Botelho de Faria.